# ۱۰ هادسن یاردز
۱۰ هادسون یاردس یک آسمان‌خراش واقع در ایالات متحده آمریکا می‌باشد. مساحت زیربنای آن ۱٬۷۰۰٬۰۰۰ فوت مربع (۱۶۰٬۰۰۰ متر مربع)، تعداد طبقاتش ۵۲ است.